# Идиллия в туннеле
«Идиллия в туннеле» (фр. Une idylle sous un tunnel) — немой короткометражный фильм Фернана Зекка. Премьера состоялась в октябре 1904 года в США. 
Длина киноленты — 15 метров.
Сюжет состоит из ухаживания кавалера (Зекко) за медсестрой (которую играет актёр-мужчина Жан Лизье). Снятое с намёком на вуайеризм действие происходит в вагоне третьего класса поезда, проходящего через туннель; в окне поезда виден пейзаж (Венсеннский замок), снятый отдельно и наложенный на плёнку поверх чёрного фона окна декорации, использованной при съёмках актёров. Таким образом был достигнут эффект, который сегодня называют рирпроекцией. 

## В ролях
- Фернан Зекка
- Жан Лизье